# Lecrín
Lecrín ist eine Gemeinde in der Provinz Granada im Südosten Spaniens mit 2.268 Einwohnern (Stand: 2024). Die Gemeinde liegt in der Comarca Valle de Lecrín. 

## Geografie
Die Gemeinde liegt im Süden der Provinz und grenzt an Lanjarón, Nigüelas, El Pinar, El Valle und Villamena. Die Gemeinde liegt im Tal von Lecrín, ein Gebiet, das an den Westhang der Sierra Nevada grenzt.

## Geschichte
Auch wenn die Gemeinde erst 1970 gegründet wurde, bestehen die sechs Gebiete, aus denen sie sich zusammensetzt, schon viel länger. Die sechs Gebiete, aus denen Lecrín besteht, sind Mondújar, Talará, Béznar, Acequias, Chite und Murchas.